# Orion maurus
Orion maurus är en skalbaggsart som först beskrevs av Newman 1841.  Orion maurus ingår i släktet Orion och familjen långhorningar.
Artens utbredningsområde är Uruguay. Inga underarter finns listade i Catalogue of Life.